# Eurico de Barros
Eurico de Barros (Lisboa, 1 de Março de 1958), é um crítico de cinema e jornalista português.
É licenciado em línguas e literaturas modernas na Universidade de Lisboa.
Ex-redactor do jornal Semanário, dirigido na altura por Victor Cunha Rego, onde foi colega de João Gonçalves e de Fernando Sobral. É actualmente grande repórter no Diário de Notícias, de cuja secção de Artes foi editor durante vários anos, escrevendo, também, no Cinema2000. É também conhecido por pôr em causa a dimensão total do Holocausto. 
Escreve no blogue Jantar das Quartas.